# NGC 6865
NGC 6865 est une galaxie lenticulaire située dans la constellation de l'Aigle. Sa vitesse par rapport au fond diffus cosmologique est de 4 518 ± 41 km/s, ce qui correspond à une distance de Hubble de 66,6 ± 4,7 Mpc (∼217 millions d'al). NGC 6865 a été découverte par l'astronome allemand Albert Marth en 1863.
En raison d'une brillance de surface égale à 14,20 mag/am2, on peut qualifier NGC 6865 de galaxie à faible brillance de surface (LSB en anglais pour low surface brightness). Les galaxies LSB sont des galaxies diffuses (D) avec une brillance de surface inférieure de moins d'une magnitude à celle du ciel nocturne ambiant.
À ce jour, une mesure non basée sur le décalage vers le rouge (redshift) donne une distance d'environ 53,300 Mpc (∼174 millions d'al). Cette valeur est à l'extérieur des valeurs de la distance de Hubble. Notons que c'est avec la valeur moyenne des mesures indépendantes, lorsqu'elles existent, que la base de données NASA/IPAC calcule le diamètre d'une galaxie et qu'en conséquence le diamètre de NGC 6865 pourrait être d'environ 22,7 kpc (∼74 000 al) si on utilisait la distance de Hubble pour le calculer.